# Pemberton Place
Pemberton Place, localizado no centro de Atlanta, Geórgia, ao norte do Centennial Olympic Park, no distrito de Marietta Luckie, é um complexo que abriga o Georgia Aquarium, o World of Coca-Cola, e o National Center for Civil and Human Rights. Foi nomeado em homenagem ao criador da Coca-Cola, John Pemberton.

## História
A área tinha originalmente 10 quarteirões de empresas, residências, etc, e começou a declinar em meados do século XX. No início da década de 1990 foi considerado como um "distrito há muito esquecido de Downtown". A Coca-Cola Company adquiriu uma propriedade na área durante os anos 1990 e construiu a Coca-Cola Olympic City lá para as Olimpíadas de 1996. A Coca-Cola Company, em seguida, doou o terreno em 2002 para dar um lar de atrações turísticas.

## Georgia Aquarium
Abriga o maior aquário do mundo com mais de 8,1 milhões galões (31.000 m³) de reino marinho e habitação de água doce com mais de 100.000 animais de 500 espécies diferentes. Espécimes notáveis do aquário incluem quatro tubarões-baleia jovens, chamados Alice e Trixie, duas baleias beluga chamadas Beethoven e Maris, e duas raias, Nandi e Tallulah.

## World of Coca-Cola
O World of Coca-Cola é uma exposição permanente que caracteriza a história da Coca-Cola Company e suas publicidades ao redor do mundo, bem como uma série de áreas de entretenimento e atrações.

## National Center for Civil and Human Rights
O The National Center for Civil and Human Rights será construído em Pemberton. O Centro não será apenas para comemorar as contribuições pioneiras da cidade de Atlanta e o Estado de Geórgia sobre a luta histórica de afro-americanos do direito de liberdade e igualdade, mas também vai servir como um espaço de diálogo em curso, estudo, e as contribuições para a resolução de liberdade atual e futura luta de todas as pessoas a nível local, nacional e internacional.